# Julio Jones
(en) Statistiques sur pro-football-reference
Quintorris Lopez « Julio » Jones, né le 8 février 1989 à Foley (Alabama), est un sportif professionnel américain de football américain ayant joué pendant treize saisons dans la National Football League (NFL) (2011-2013) au poste de wide receiver. 
Joueur universitaire au sein de la NCAA Division I FBS pendant quatre saisons (2008 à 2011), il y joue pour la Crimsonn Tide de l'université de l'Alabama. Il participe à la saison parfaite d'Alabama qui lui permet de décrocher le titre national en fin de saison 2009.
Jeune joueur particulièrement scruté, il est sélectionné en sixième position lors du premier tour de la draft 2011 de la NFL par la franchise des Falcons d'Atlanta. Il s'y transforme et devient l'un des meilleurs receveurs de la ligue des années 2010, allant jusqu'aux portes du titre suprême lors du Super Bowl LI. 
Il est ensuite transféré en 2021 chez les Titans du Tennessee, en 2022 chez les Buccaneers de Tampa Bay et les Eagles de Philadelphie en 2023 où il termine sa carrière.

## Biographie

### Jeunesse
Quintorris Jones naît le 8 février 1989 à Foley dans l'Alabama. Sa mère, Queen Jones, souhaite avoir une fille avec son prénom mais lorsqu'elle apprend le sexe de son enfant, elle doit se rabattre sur Quintorris, un prénom qu'elle a trouvé dans un livre d'enfant. Son père quitte la famille alors qu'il est enfant. Sa mère se marie un deuxième fois et travaille à KFC. Alors qu'il a 12 ans et est un jeune athlète doué d'attributs hors du commun, sa mère décide de changer son prénom pour Julio.
Au lycée de Foley en Alabama, Julio Jones joue d'abord au basket-ball et se montre doué. Cependant, le lycée a pour sport préférentiel le football américain, ce qui pousse Jones à utiliser ses aptitudes physiques en tant que receveur. De 2004 à 2007, il réceptionne 75 passes pour 1 306 yards et 16 touchdowns.

### Carrière universitaire
En 2008 quand il quitte le lycée, il est convoité par de grandes équipes universitaires : l'Université d'Alabama, l'Université de Floride, l'Université d'État de Floride, l'Université d'Oklahoma, et Texas Tech. Le 6 février 2008, Jones s'engage aux Alabama Crimson Tide en annonçant sa décision en direct sur ESPNU.
Le 7 janvier 2011, Julio Jones décide de s'inscrire à la draft 2011 de la NFL avant sa dernière saison universitaire et quitte l'Alabama comme ses coéquipiers Mark Ingram, Greg McElroy (en) et Marcell Dareus.

### Carrière professionnelle

#### Draft
Lors du NFL Scouting Combine 2011, Julio Jones prouve qu'il a des capacités physiques exceptionnelles en réalisant les meilleures performances des receveurs de sa classe de sélection. Il est considéré avec A. J. Green comme les deux meilleurs wide receivers de la draft. 
| Taille | Poids  | Bras     | Main     | Sprint   | Sprint   | Sprint   | Shuttle 20 yards | 3 cones drill | Détente   | Détente     | Développé couché | Test Wonderlic |
| Taille | Poids  | Bras     | Main     | 40 yards | 10 yards | 20 yards | Shuttle 20 yards | 3 cones drill | verticale | horizontale | Développé couché | Test Wonderlic |
| 1,91 m | 100 kg | 85,72 cm | 24,76 cm | 4,39 s   | Inconnu  | Inconnu  | 4,25 s           | 6,66 s        | 97,8 cm   | 343 cm      | 17 répétitions   | 15             |

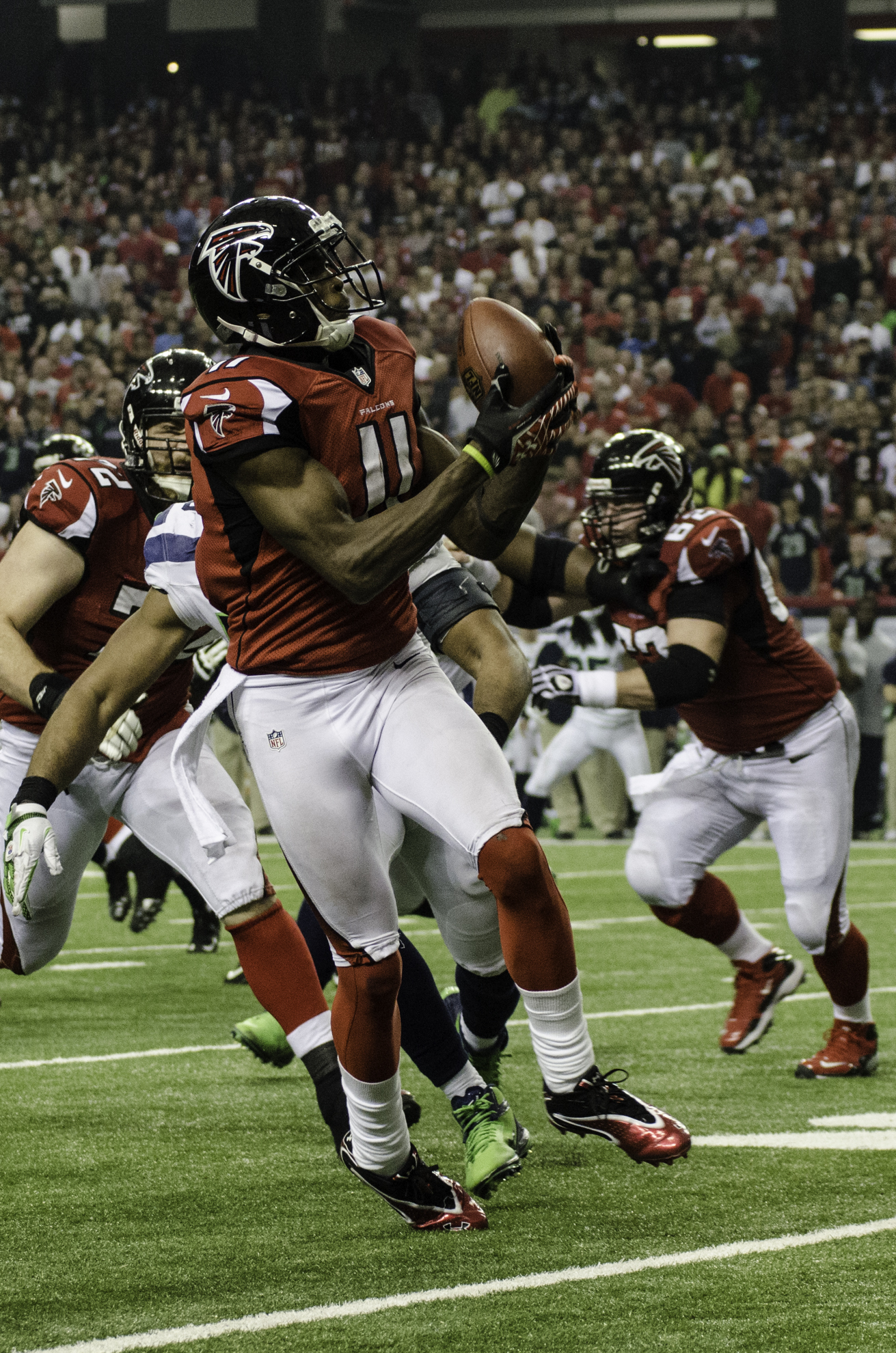
Julio Jones attrapant une passe de Matt Ryan contre les Seahawks de Seattle le 13 janvier 2013.

Les Falcons d'Atlanta montent un échange avec les Browns de Cleveland afin d'obtenir leur choix de draft numéro 6 et pouvoir sélectionner Julio Jones. En contrepartie, ils offrent aux Browns cinq choix de draft : les 27e, 59e, 124e choix de la draft 2011, et les choix de premier tour et de quatrième tour de la draft 2012. Jones devient immédiatement l'une des vedettes de la franchise.

#### Falcons d'Atlanta (2011-2020)
Lors de la saison 2013, Julio Jones se blesse lors de la cinquième rencontre de leur saison contre les Jets de New York. Après examens approfondis, la fracture du pied qu'il a contracté l'oblige à rester hors des terrains pour le reste de la saison.
Le 29 avril 2014, les Falcons d'Atlanta opte pour la cinquième saison du contrat débutant de Julio Jones, le prolongeant automatiquement d'une saison avec la franchise. Le 8 décembre 2014, il réceptionne pour 259 yards de gains lors d'une rencontre de Monday Night Football contre les Packers de Green Bay, battant le record de la franchise.
Le 29 août 2015, Julio Jones paraphe un contrat de 5 ans pour un montant total de 71,5 millions de dollars dont 47 millions garantis et poursuit sa carrière avec les Falcons d'Atlanta. Il confirme lors de la saison 2015 en battant le record de la franchise avec 1 871 yards.
Lors de la quatrième semaine de la saison 2016, Julio Jones devient le sixième receveur de l'histoire à réussir une rencontre avec plus de 300 yards de gains, avec une performance de 300 yards contre les finalistes du dernier Super Bowl, les Panthers de la Caroline. Lors de la finale de conférence NFC, Julio Jones inscrit deux touchdowns et gagne 180 yards en 9 réceptions. Il marque notamment sur un long jeu de 73 yards (60 yards de course après réception) malgré le holding sifflé contre son défenseur adverse. Qualifié pour le Super Bowl LI, Jones y réalise l'une des plus belles réceptions de l'histoire du Super Bowl, attrapant de justesse le ballon dans les airs avant de poser les deux pieds dans le terrain près de la ligne de touche,.

#### Titans du Tennessee (2021)
Le 6 juin 2021, les Falcons échangent Julio Jones et un choix de 6e tour de la draft 2023, aux Titans du Tennessee contre un  choix de 2e tour de la draft 2022 et un choix de 4e tour de la draft 2023. Jones choisit de porter le maillot no 2 des Titans, le maillots no 11 étant déjà pris par le receveur A. J. Brown.
Le 18 septembre 2021, Jones est condamné à une amende de 10 815 $ pour s'être battu avec le defensive back Byron Murphy (en) des Cardinals de l'Arizona lors du match d'ouverture de la saison (défaite 13 à 38),. La semaine suivante contre Seattle (victoire 33 à 30 en prolongation), Jones réussit son seul match de la saison à plus de 100 yards gagnés en réception soit 128 yards en six réceptions (toutes réalisées en première mi-temps). Au cours de ce match, il réussit une réception de 51 yards en inscrivant un touchdown qui est ensuite annulé par les officiels après avoir constaté que son pied droit n'avait pas atterri complètement dans les limites du terrain lors de la capture du ballon. En 6e semaine lors de la victoire 34 à 31 contre Buffalo, Jones réussit trois réceptions pour un gain total de 59 yards la plupart (48 yards) gagnés en captant le ballon après qu'il a rebondi sur le casque du defensive back Micah Hyde,. Le 13 novembre 2021, Jones est placé sur la liste des réservistes blessés à la suite d'une blessure aux ischio-jambiers. Il est réactivé le 11 décembre.
Depuis la 2e semaine, Jones n'a plus dépassé le total de 60 yards gagnés en réception et n'a plus réussi plus de cinq réceptions. Il inscrit son seul touchdown lors du dernier match de la saison régulière remporté 28 à 25 contre Houston. Au terme d'une saison régulière parsemée de blessures, Jones comptabilise 31 réceptions pour un gain cumulé de 434 yards et un touchdown.
Les Titans terminent la saison régulière en tant que meilleur équipe de l'AFC avec un bilan de 12 victoires pour 5 défaites. Lors du premier match de phase finale (tour de division) perdu 16 à 19 contre Cincinnati, Jones réalise statistiquement son meilleur match depuis celui de la 2e semaine, totalisant six réceptions pour un gain cumulé de 62 yards.
Le 16 mars 2022, Jones est libéré par les Titans.

#### Buccaners de Tampa Bay (2022)
Le 27 juillet 2022, Jones signe un contrat d'un an avec les Buccaneers de Tampa Bay. Il dispute son premier match pour les Bucs lors du premier match de la saison (victoire 19 à 3 contre Dallas),. Après ce match, Jones est écarté des terrains à la suite d'un déchirement partiel du ligament croisé postérieur. En 8e semaine lors de la défaite 22 à 27 contre Baltimore, il inscrit son premier touchdown (80 yards) pour Tampa Bay en réceptionnant une passe du quarterback Tom Brady. Deux semaines plus tard lors du match contre Seattle disputé à Munich, il participe activement à la victoire de son équipe en réussissant trois réceptions pour un total de 53 yards tout en inscrivant un touchdown de 31 yards, le premier inscrit à l'occasion d'un match NFL joué en Allemagne. Sur la saison, Il participe à dix matchs de la saison régulière, inscrivant deux touchdowns en réception et gagnant un total de 299 yards en 24 réceptions.
Le 16 janvier 2023, Jones et les Buccaneers sont battus 14 à 31 en tour de wild card par Dallas. Jones y réussit sept réceptions pour un gain cumulé de 74 yards et un touchdown. Après la saison, Jones n'est pas resigné et devient agent libre sans restriction.

#### Eagles de Phladelphie (depuis 2023)
Le 17 octobre 2023, les Eagles de Philadelphie engagent Jones dans leur équipe d'entraînement (practice squad). Il s'agit de sa dernière saison dans la ligue, puisqu'il n'a pas joué en 2024. Il annonce officiellement sa retraite le 4 avril 2025.

## Statistiques
| Année       | Équipe                    | Statut      | MJ |     | Passes réceptionnées | Passes réceptionnées | Passes réceptionnées | Passes réceptionnées |       | Courses | Courses | Courses | Courses |
| Année       | Équipe                    | Statut      | MJ | Nb. | Yards                | Moy.                 | TD                   | Nb.                  | Yards | Moy.    | TD      |         |         |
| 2008        | Crimson Tide de l'Alabama | Fr.         | 14 | 58  | 0 924                | 11,9                 | 4                    | 0                    | 0     | 00,0    | 0       |         |         |
| 2009        | Crimson Tide de l'Alabama | So.         | 13 | 43  | 0 596                | 13,9                 | 4                    | 2                    | 04    | 02,0    | 0       |         |         |
| 2010        | Crimson Tide de l'Alabama | Jr.         | 13 | 78  | 1 133                | 14,5                 | 7                    | 8                    | 135   | 16,9    | 2       |         |         |
| Totaux NCAA | Totaux NCAA               | Totaux NCAA | 40 | 179 | 2 653                | 14,8                 | 15                   | 10                   | 139   | 13,9    | 2       |         |         |

| Année              | Équipe                  | MJ  |     | Passes réceptionnées | Passes réceptionnées | Passes réceptionnées | Passes réceptionnées |       | Courses | Courses | Courses | Courses |  | Fumbles | Fumbles |
| Année              | Équipe                  | MJ  | Nb. | Yards                | Moy.                 | TD                   | Nb.                  | Yards | Moy.    | TD      | Nb.     | Perdus  |  |         |         |
| 2011               | Falcons d'Atlanta       | 13  | 054 | 0 959                | 17,8                 | 08                   | 6                    | 56    | 9,3     | 0       | 1       | 1       |  |         |         |
| 2012               | Falcons d'Atlanta       | 16  | 079 | 1 198                | 15,2                 | 10                   | 6                    | 30    | 05      | 0       | 0       | 0       |  |         |         |
| 2013               | Falcons d'Atlanta       | 05  | 041 | 0 580                | 14,1                 | 02                   | 1                    | 07    | 07      | 0       | 2       | 1       |  |         |         |
| 2014               | Falcons d'Atlanta       | 15  | 104 | 1 593                | 15,3                 | 06                   | 1                    | 01    | 01      | 0       | 2       | 1       |  |         |         |
| 2015               | Falcons d'Atlanta       | 16  | 136 | 1 871                | 13,8                 | 08                   | -                    | -     | -       | -       | 3       | 1       |  |         |         |
| 2016               | Falcons d'Atlanta       | 14  | 083 | 1 409                | 17,0                 | 06                   | -                    | -     | -       | -       | 0       | 0       |  |         |         |
| 2017               | Falcons d'Atlanta       | 16  | 088 | 1 444                | 16,4                 | 03                   | 1                    | 15    | 15      | 0       | 0       | 0       |  |         |         |
| 2018               | Falcons d'Atlanta       | 16  | 113 | 1 677                | 14,8                 | 08                   | 2                    | 12    | 06      | 0       | 2       | 2       |  |         |         |
| 2019               | Falcons d'Atlanta       | 15  | 099 | 1 394                | 14,1                 | 06                   | 2                    | - 3   | -1,5    | 0       | 1       | 0       |  |         |         |
| 2020               | Falcons d'Atlanta       | 09  | 051 | 0 771                | 15,1                 | 03                   | -                    | -     | -       | -       | 0       | 0       |  |         |         |
| 2021               | Titans du Tennessee     | 10  | 031 | 0 434                | 14,0                 | 01                   | -                    | -     | -       | -       | 0       | 0       |  |         |         |
| 2022               | Buccaneers de Tampa Bay | 10  | 024 | 0 299                | 12,5                 | 02                   | 5                    | 45    | 9,0     | 0       | 0       | 0       |  |         |         |
| 2023               | Eagles de Philadelphie  | 11  | 011 | 0 74                 | 06,7                 | 03                   | -                    | -     | -       | -       | 0       | 0       |  |         |         |
| Totaux en carrière | Totaux en carrière      | 166 | 914 | 13 703               | 15,0                 | 66                   | 24                   | 163   | 6,8     | 0       | 11      | 6       |  |         |         |

| Année              | Équipe                  | MJ |     | Passes réceptionnées | Passes réceptionnées | Passes réceptionnées | Passes réceptionnées |       | Courses | Courses | Courses | Courses |  | Fumbles | Fumbles |
| Année              | Équipe                  | MJ | Nb. | Yards                | Moy.                 | TD                   | Nb.                  | Yards | Moy.    | TD      | Nb.     | Perdus  |  |         |         |
| 2011               | Falcons d'Atlanta       | 1  | 07  | 064                  | 09,1                 | 0                    | 1                    | 13    | 13      | 0       | 0       | 0       |  |         |         |
| 2012               | Falcons d'Atlanta       | 2  | 17  | 241                  | 14,2                 | 2                    | 1                    | -1    | -1      | 0       | 0       | 0       |  |         |         |
| 2016               | Falcons d'Atlanta       | 3  | 19  | 334                  | 17,6                 | 3                    | -                    | -     | -       | -       | 0       | 0       |  |         |         |
| 2017               | Falcons d'Atlanta       | 2  | 18  | 195                  | 10,8                 | 1                    | 1                    | 13    | 13      | 0       | 0       | 0       |  |         |         |
| 2021               | Titans du Tennessee     | 1  | 06  | 062                  | 10,3                 | 0                    | -                    | -     | -       | -       | 0       | 0       |  |         |         |
| 2022               | Buccaneers de Tampa Bay | 1  | 07  | 074                  | 10,6                 | 1                    | -                    | -     | -       | -       | 0       | 0       |  |         |         |
| 2023               | Buccaneers de Tampa Bay | 1  | 03  | 022                  | 07,3                 | 0                    | -                    | -     | -       | -       | 1       | 0       |  |         |         |
| Totaux en carrière | Totaux en carrière      | 11 | 77  | 992                  | 12,9                 | 7                    | 3                    | 25    | 08,3    | 0       | 1       | 0       |  |         |         |

## Records

### NFL
- Plus grand nombre de saisons avec une moyenne à plus de 100 yards gagnés par match : 5 ;
- Plus grand nombre de matchs à plus de 250 yards gagnés en réceptions : 3 ;
- Plus grand nombre de matchs à plus de 300 yards gagnés en réceptions : 1, à égalité avec Jim Benton (en), Cloyce Box (en), Stephone Paige (en), Flipper Anderson (en) et Calvin Johnson ;
- Plus grand nombre de réceptions au cours des 90 premiers matchs : 563
- Plus grand nombre de yards gagnés en réceptions au cours des 90 premiers matchs : 8 649
- Plus grand nombre de yards gagnés en réceptions au cours des 100 premiers matchs : 9 618
- Plus grand nombre de yards gagnés en réceptions au cours des 125 premiers matchs : 12 047
- Plus grands moyenne de yards gagnés en réceptions par match sur la carrière : 91,9
- Plus grand nombre de yards gagnés en réceptions sur un seul match contre  les Panthers de la Carolin : 300 ;
- Plus grand nombre de yards gagnés en réceptions sur un seul match contre les Packers de Green Bay : 259 ;
- Plus grand nombre de yards gagnés en réceptions sur un seul match contre les Buccaneers de Tampa Bay : 253 ;
- Joueur ayant atteint le plus rapidement les 7 000 yards en réceptions sur la carrière : en 72 matchs (à égalité avec Lance Alworth) ;
- Joueur ayant atteint le plus rapidement les 9 000 yards en réceptions sur la carrière : en 95 matchs ;
- Joueur ayant atteint le plus rapidement les 10 000 yards en réceptions sur la carrière : en 104 matchs ;
- Joueur ayant atteint le plus rapidement les 11 000 yards en réceptions sur la carrière : en 115 matchs ;
- Joueur ayant atteint le plus rapidement les 12 000 yards en réceptions sur la carrière : en 125 matchs ;
- Joueur ayant atteint le plus rapidement les 13 000 en réceptions sur la carrière : en 137 matchs ;
- Plus grand nombre de saisons consécutives à + de 1 300 yards gagnés en réceptions : 6, à égalité avec Torry Holt ;
- Plus grand nombre de saisons consécutives à + 1 400 yards gagnés en réceptions : 5 ;
- Plus grand nombre de saisons consécutives à + 1 500 yards gagnés en réceptions : 2, à égalité avec Marvin Harrison, Andre Johnson, Calvin Johnson et Antonio Brown ;
- Plus grand nombre de saisons à + 1 600 yards gagnés en réceptions : 2, à égalité avec Marvin Harrison, Torry Holt, Antonio Brown, Justin Jefferson, Tyreek Hill et Calvin Johnson ;
- Unique joueur à avoir une moyenne à + de 100 yards gagnés par matchs lors de saisons consécutives : 4 ;
- Plus grand nombre de matchs à + de 100 yards lors de ses huit premières saisons NFL : 49 ;
- Plus petit nombre de matchs nécessaire pour atteindre les 500 réceptions en carrière : 80, à égalité avec Anquan Boldin ;

### Falcons d'Atlanta
- Plus grand nombre de yards sur la carrière : 12 896 ;
- Plus grand nombre de réceptions  sur la carrière : 848 ;
- Plus grand nombre de matchs en carrière à au moins 100 yards gagnés en réceptions sur une saison régulière : 58 ;
- Plus grand nombre de matchs en carrière avec au moins 100 yards gagnés en réceptions lors de série éliminatoire : 3 ;
- Plus grand nombre de matchs avec au moins 5 réceptions sur une seule saison : 15 en 2015 ;
- Plus grand nombre de matchs avec au moins 10 réceptions sur une seule saison : 4 en 2015 ;
- Plus grand nombre de matchs avec un touchdown inscrit en réception sur une seule série éliminatoire : 3, à égalité avec Terence Mathis (en) ;
- Plus grand nombre de saisons à au moins 1 000 yards gagnés en réceptions : 7 ;
- Plus grand nombre de yards gagnés en réceptions sur un seul match de saison régulière : 300 en 2016 ;
- Plus grand nombre de yards gagnés en réceptions sur un seul match de série éliminatoire : 182 en 2013 ;
- Plus grand nombre de réceptions sur une saison : 136 en 2015 ;
- Plus grand nombre de yards gagnés en réceptions sur une seule saison : 1 871 en 2015 ;
- Plus grand nombre de matchs avec au moins 100 yards gagnés en réceptions sur une seule saison : 10 en 2018 ;
- Plus grand nombre de matchs consécutifs de saison régulière avec au moins 100 yards gagnés en réceptions : 6 ;
- Plus grand nombre de matchs consécutifs de saison régulière avec au moins un touchdown inscrit en réception : 9 ;
- Plus grand nombre de matchs consécutifs de série éliminatoire avec un touchdown inscrit en réception : 3 ;
- Plus grand nombre de saisons consécutives avec au moins 100 réceptions : 2, à égalité avec Roddy White ;
- Plus grand nombre de saisons consécutives avec au moins 75 réceptions : 6, à égalité avec Roddy White.

## Palmarès
- Sélectionné dans l'équipe NFL de la décade 2010[46] ;
- Sélectionné 7 x au Pro Bowl (2012, 2014–2019)[46] ;
- Sélectionné 2 × dans la première équipe All-Pro (2015, 2016)[46] ;
- Sélectionné 3 × dans la deuxième équipe All-Pro (2017, 2018, 2019)[46] ;
- Leader au nombre des yards gagnés en réception lors des saisons 2015 et 2018[46] ;
- Co leader du plus grand nombre de réceptions au terme de la saison 2015[46] ;
- Désigné meilleur joueur offensif de la NFC du mois de septembre 2015[46] ;
- Sélectionné dans l'équipe du Pro Football Hall of Fame de la décade 2010[47] ;
- Meilleur freshman de la Southeastern Conference (SEC) au terme de la saison 2008 par l'Associated Press (AP)[48] ;
- Meilleur freshman de la Southeastern Conference (SEC) au terme de la saison 2008 par le Sporting News[49] ;
- Sélectionné dans l'équipoe des meilleurs freshmen de la saison 2008 par le Sporting News[50] ;
- Sélectionné dans la deuxième équipe 2008 de la SEC par l'Associated Press[48] ;
- Sélectionné dans l'équipe de la pré-saison par Playboy en 2009 et 2010[51] ;
- Vainqueur de la conférence SEC en 2009[52] ;
- Vainqueur de la finale nationale (BCS National Championship Game) 2010 au terme de la saison 2009[53] ;
- Sélectionné dans l'équipe de la SEC 2010 par l'AP[54] ;
- Sélectionné dans l'équipe de la SEC 2010 par Coaches[55] ;
- Sélectionné dans l'équipe All-American 2010 par l'AP[56].